# Stubbstjärtar
Stubbstjärtar (Urosphena) är ett släkte i familjen cettior inom ordningen tättingar. Vanligen urskiljs tre arter med utbredning i östra Asien, på Borneo respektive på Timor som alla har just mycket korta stjärtar:
- Fjällkronad stubbstjärt (U. squameiceps)
- Borneostubbstjärt (U. whiteheadi)
- Timorstubbstjärt (U. subulata)

Genetiska studier visar att den mer långstjärtade ljusbent stubbstjärt, tidigare i Cettia, är nära släkt, liksom den enigmatiska albertinestubbstjärten i centrala Afrika. Tidigare inkluderades de ofta i släktet Urosphena, men de flesta taxonomiska auktoriteter placerar idag istället ljusbent stubbstjärt och albertinestubbstjärten tillsammans i det egna släktet Hemitesia.